# Paradelphomyia majuscula
Paradelphomyia majuscula är en tvåvingeart som först beskrevs av Alexander 1936.  Paradelphomyia majuscula ingår i släktet Paradelphomyia och familjen småharkrankar. Inga underarter finns listade i Catalogue of Life.